# Malczyce (gemeente)
De gemeente Malczyce is een landgemeente in het Poolse woiwodschap Neder-Silezië, in powiat Średzki (Neder-Silezië).
De zetel van de gemeente is in Malczyce.
Op 30 juni 2004 telde de gemeente 5996 inwoners.

## Oppervlakte gegevens
In 2002 bedroeg de totale oppervlakte van gemeente Malczyce 52,55 km², waarvan:
- agrarisch gebied: 74%
- bossen: 10%

De gemeente beslaat 7,47% van de totale oppervlakte van de powiat.

## Demografie
Stand op 30 juni 2004:
| Omschrijving                   | Totaal | Totaal | Vrouwen | Vrouwen | Mannen | Mannen |
| ------------------------------ | ------ | ------ | ------- | ------- | ------ | ------ |
| eenheid                        | aantal | %      | aantal  | %       | aantal | %      |
| inwoners                       | 5996   | 100    | 3057    | 51      | 2939   | 49     |
| bevolkingsdichtheid (inw./km²) | 114,1  | 114,1  | 58,2    | 58,2    | 55,9   | 55,9   |

In 2002 bedroeg het gemiddelde inkomen per inwoner 1282,49 zł.

## Administratieve plaatsen (sołectwo)
Chełm, Chomiąża, Dębice, Kwietno, Malczyce, Mazurowice, Rachów, Rusko, Wilczków.
Zonder de status sołectwo : Szymanów, Zawadka.

## Aangrenzende gemeenten
Prochowice, Ruja, Środa Śląska, Wądroże Wielkie, Wołów